# Antisémitisme d'État
 (septembre 2020).

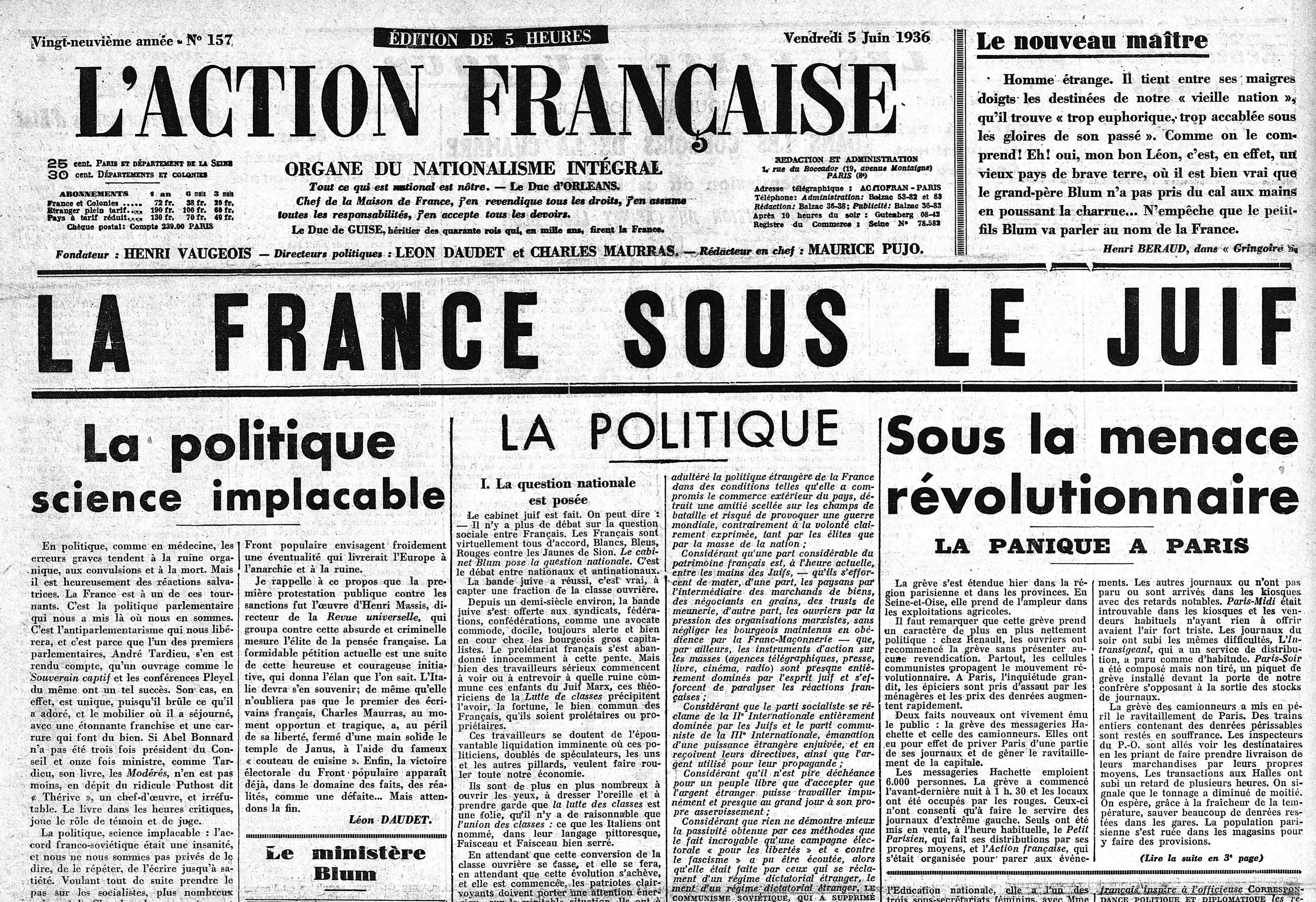
La France sous le Juif, manchette antisémite de L'Action française du 5 juin 1936.

L’antisémitisme d'État est un concept promu par Charles Maurras pour qui cette sorte d'antisémitisme serait différente de l'« antisémitisme de peau ». Il consiste principalement à vouloir éliminer le Juif de la vie de la Cité en lui retirant sa « nationalité fictive de Français », en le replaçant dans le statut d’éternel étranger d’avant la Révolution française. C'est un antisémitisme que Maurras définit comme politique, ni biologique, ni religieux.

## Contexte
Largement privilégiée par la recherche universitaire, l'approche utilisée actuellement en histoire intellectuelle et des idées est néanmoins vivement critiquée par l'historien Laurent Joly dans son ouvrage Naissance de l'Action française. Dans le cas de la pensée maurrassienne, cette approche factuelle pourrait se résumer selon lui au « présupposé selon lequel l'étude du phénomène maurrassien passe d'abord par la lecture "de l'imprimé et du périodique" » et au « profit théorique (...) que l'on peut gagner à analyser hors contexte [un tel] système de pensée. » Laurent Joly observe ainsi qu'une telle approche serait non seulement dominante dans l'historiographie anglo-saxonne sur l'Action française, mais aussi chez les « historiens de sensibilité maurrassienne », tel que François Huguenin qui tenterait, selon Joly, de « réhabiliter la pensée maurrassienne » en se consacrant à « neutraliser le problème de l'antisémitisme ».
Ainsi, selon François Huguenin, le discours antisémite se serait diffusé en France à titre politique en amont de la fondation de l'Action française, dans des mouvances réactionnaires, nationalistes, ou encore révolutionnaires. L'antisémitisme d'État aurait alors été théorisé dans un environnement où l'antisémitisme en France était répandu, y compris à la gauche de l'échiquier politique. Pour illustrer son propos, François Huguenin prend soin de rappeler que Voltaire évoqua « le plus abominable peuple de la Terre » et considère que Marx développa dans La Question juive et Le Capital un antisémitisme farouche. En outre, Huguenin estime que Jaurès et Clemenceau, après Blanqui et Proudhon, auraient eu contre les Juifs des formules que « jamais Maurras [n'aurait osé] ». Ainsi, il est communément admis aujourd'hui qu'à cette époque l'antisémitisme existait aussi bien à droite qu'à gauche,,,, du fait, pour la gauche, de socialistes et d'anarchistes comme le rappelle l'historien Michel Dreyfus. En 1845, Alphonse Toussenel, socialiste utopique, publie Les Juifs, rois de l'époque, ouvrage qui joue un rôle essentiel, selon Dreyfus, dans la construction du stéréotype associant les Juifs à la grande banque et au capitalisme. La haine des Juifs domine l'ouvrage, précise-t-il. Toussenel y cite volontiers Tacite, Bossuet et Voltaire pour la justifier. Il dénonce les Juifs de France comme « une nation dans la nation française, quoi qu'il fassent et qu'ils disent », s'inspirant du Nouveau Monde industriel de Charles Fourier. « Deux ans après la parution de [cet] ouvrage, le rejet des Juifs et des étrangers est formulé en termes encore plus violents par Pierre-Joseph Proudhon (1809-1865), l'un des pères du socialisme français ». Ainsi l'antisémitisme à gauche existe bel et bien, même si certains historiens préfèrent en minimiser les attraits, comme l'historienne Catherine Fhima, qui pense que l'antisémitisme à gauche « ne revêtait plus [alors] qu’une signification métaphorique ».
Le politologue Marc Crapez souligne qu'en 1875, dans un hebdomadaire ultra-catholique et contre-révolutionnaire, L'Extrême Droite, « on ne trouve aucune des trois thématiques (antisémitisme-racisme-xénophobie) par lesquelles on identifie habituellement l'extrême-droite du XXe siècle ». Il continue en rappelant que ces thématiques n'existaient alors pas à droite de l'échiquier politique : « au sein d'une Assemblée nationale "qui avait rêvé de restaurer l'ancien régime et le pouvoir temporel des papes, il ne s'éleva jamais une voix, fût-ce des bancs de la droite ultramontaine, pour menacer les Juifs dans leurs droits ou seulement prononcer contre eux une parole désobligeante. (...) Il les trouva pourtant presque tous sans exception dans les rangs de ses adversaires ».

## Concept d'«État dans l'État»
Charles Maurras hérite de la pensée de La Tour du Pin le principe de la lutte contre les États dans l'État et il l'applique à ce qu'il appelle les « quatre États confédérés » juif, protestant, franc-maçon et métèque (étranger), expression qu'il reprend cependant à Henri Vaugeois qui l'utilise en juin 1899 ; Maurras souhaite que l'État ne soit plus soumis à l'influence de ces « quatre États confédérés » qui défendraient selon lui leur intérêt et non celui de la nation. Dès les années 1880, selon Michel Dreyfus, « xénophobie et antisémitisme marchent souvent de pair. »
Le « problème juif » est pour Maurras que tôt ou tard « l'intérêt juif rentre fatalement en concurrence avec l'intérêt français » et que si la France dans un régime fédéraliste peut être une « fédération de peuples autonomes » dans le cadre des provinces, il ne peut en être autrement des Juifs qui n'ont pas de sol à eux en France et qui en possèdent de droit un hors de France en Palestine.

## Place de l'antisémitisme d'État dans la pensée maurrassienne

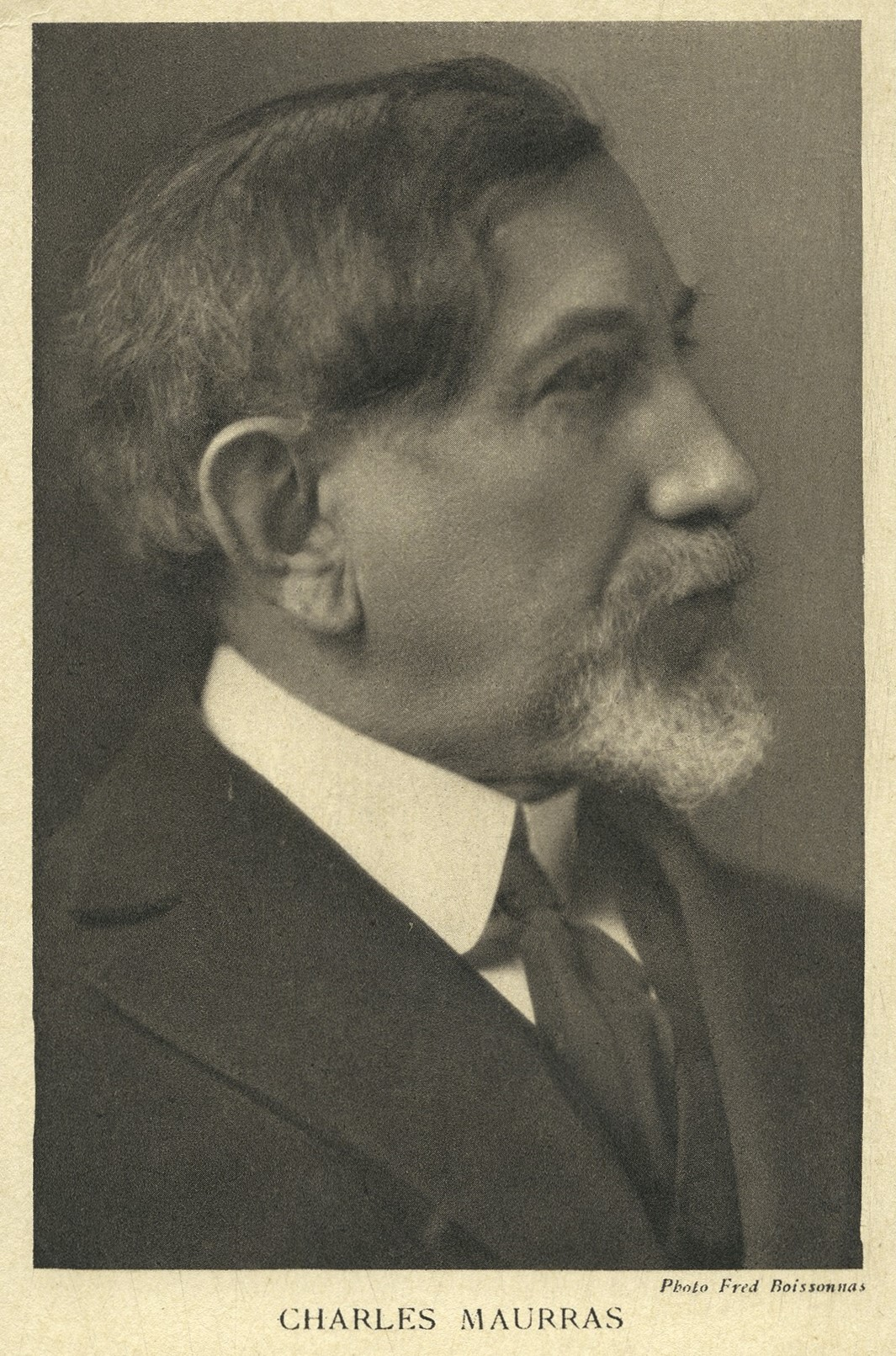
Charles Maurras en 1925.

L'antisémitisme d'État de Maurras occupe cependant une place modeste dans son œuvre selon Léon Poliakov qui évoque les « bons Juifs » qu'avait distingués Maurras par leur engagement dans la Grande Guerre, comme Pierre David et René Groos, Juif d'Action française, pour qui « la Monarchie, par le recours au Roi justicier et conciliateur, peut seule résoudre le problème juif. » Pour François Huguenin, il n'y a pas chez Maurras, ni dans l'ensemble de la rédaction de L'Action française, une plus grande hostilité à la communauté juive qu'aux protestants, et qui sous-tendrait un racisme fondamental.
Certains maurrassiens théorisent l'antisémitisme d'État ; ainsi, Octave Tauxier, pour qui l'antisémitisme, en manifestant que les communautés d'intérêt existent, agissent et vivent pour leur compte, ruine par les faits la théorie révolutionnaire jacobine refusant l'homme de chair mais concevant un homme abstrait comme une unité raisonnable forçant sa nature rebelle aux groupements que seule la tradition rend stable ; d'autres maurrassiens seraient indifférents à ce thème et ne seraient pas antisémites, mais Léon de Montesquiou ou Jacques Bainville qui sont cités étaient pourtant tous deux antisémites,.
Maurras n'écrira pas de livre spécifique sur les Juifs, mais les attaquera régulièrement en recourant à la violence verbale. Ainsi, il déploya, avec ses principaux collaborateurs, une grande virulence, allant régulièrement – jusqu'à la menace de mort, notamment contre Abraham Schrameck, ministre de l'Intérieur, en 1925 (après l'assassinat de plusieurs dirigeants de l'Action française comme Marius Plateau) ou en 1936 contre Léon Blum, président du Conseil (« C'est en tant que Juif qu'il faut voir, concevoir, entendre, combattre et abattre le Blum. Ce dernier verbe paraîtra un peu fort de café : je me hâte d'ajouter qu'il ne faudra abattre physiquement Blum que le jour où sa politique nous aura amené la guerre impie qu'il rêve contre nos compagnons d'armes italiens. Ce jour-là, il est vrai, il ne faudra pas le manquer. »).
Pour Maurras, l'antisémitisme est un instrument, un ressort dialectique et insurrectionnel, une idée à la fois contre-révolutionnaire et naturaliste, un levier qui permet de mobiliser les énergies contre l'installation de la démocratie libérale,.

## Antisémitisme d'État et éthique
Charles Maurras est conscient du problème éthique posé par l'antisémitisme biologique : en 1937, il affirme : « L'antisémitisme est un mal, si l'on entend par là cet antisémitisme de peau qui aboutit au pogrom et qui refuse de considérer dans le Juif une créature humaine pétrie de bien et de mal, dans laquelle le bien peut dominer. On ne me fera pas démordre d'une amitié naturelle pour les Juifs bien nés. »
Lors de la promulgation du statut des Juifs, Charles Maurras insistera sur cette distinction entre « l'antisémitisme de peau » et « l’antisémitisme d'État » ; Maurras condamne l'antisémitisme racial et biologique et affirme que l'État ne doit en vouloir « ni à la foi religieuse des Israélites, ni à leur sang, ni à leur bien ». En 1941, il réaffirme la spécificité de son antisémitisme d'État : « On pose bien mal la question. Il ne s'agit pas de flétrir une race. Il s'agit de garder un peuple, le peuple français, du voisinage d'un peuple, qui, d'ensemble, vit en lui comme un corps distinct de lui […]. Le sang juif alors ? Non. Ce n'est pas quelque chose d'essentiellement physique. C'est l'état historique d'un membre du peuple juif, le fait d'avoir vécu et de vivre lié à cette communauté, tantôt grandie, tantôt abaissée, toujours vivace. »
Dans sa Philosophie de l'antisémitisme, Michaël Bar Zvi affirme que Maurras avait compris les dangers du racisme et des mouvements de masse mais que « son erreur consiste dans l'idée que l'antisémitisme peut devenir une conception dépouillée de toute sentimentalité et de toute brutalité,. » De fait, Maurras prône pour les Juifs un statut personnel, la protection et la justice mais leur refuse l'accès aux fonctions publiques. Cet antisémitisme se veut moins grossier que d'autres, en condamnant les théories pseudo-scientifiques, et en rejetant la haine ordurière que l'on trouve chez Édouard Drumont et il se présente comme une construction plus rationnelle et apte à séduire un public bourgeois, sensible à la bonne conscience.

## Antisémitisme d'État et juifs d'Action française
Refusant le racisme et l'antisémitisme biologique, Charles Maurras reçut des témoignages de fidélité de juifs français, comme celui du sergent Pierre David que Maurras nommera le héros juif d'action Française. D'autres juifs deviendront des ligueurs d'Action française comme Marc Boasson, Georges et Pierre-Marius Zadoc, Raoul-Charles Lehman, le professeur René Riquier, les écrivains Louis Latzarus et René Groos. En 1914 le journal publie l'éloge funèbre d'Abraham Bloch, grand rabbin de Lyon, tué dans les Vosges.
La Grande Guerre voit apparaître dans la mouvance d'Action française les qualificatifs de « juifs bien nés » et « juifs mal nés ». Les premiers sont les “patriotes” ou “Juifs français” qui ont montré qu'ils pouvaient « s'amender » du fait de leur engagement pendant la guerre, les seconds sont les Juifs étrangers. Cette distinction est appréciée par la plupart des « israélites » : les Juifs français pensent en effet avoir acquis « un titre de propriété [français] définitif » pour eux et leur descendance. Ainsi, l'antisémitisme de l'Action française évolue en déplaçant sa cible à l'extérieur des frontières.
- Pour Maurras, un Juif peut s'assimiler au peuple qui l'héberge ; Charles Maurras eut des propos positifs sur des politiciens juifs comme Benjamin Disraeli[35], qui lui-même se prenait pour juif parce que, selon Hannah Arendt, il ajoutait foi aux théories de la race et de l'hérédité[36].

## Imprégnation dans la communauté juive française
La Grande Guerre renforce le patriotisme en France y compris au sein des familles juives. Selon Maurras, les Juifs français pensent avoir acquis « un titre de propriété [français] définitif » pour eux et leur descendance, pensée encouragée par la diminution de l'intensité des manifestations antisémites de l'époque. La distinction entre les Juifs étrangers et les Juifs français est appréciée par la plupart des « israélites. ». Ainsi, l'antisémitisme de l'Action française évolue en déplaçant sa cible à l'extérieur des frontières : seuls les Juifs étrangers sont visés par l'Action française, les Juifs français ayant montré qu'ils pouvaient « s'amender ».
Au sujet du regard des « Français israélites » à l'égard de cet « antisémitisme d'État », l'historienne Catherine Nicault écrit, dans l'ouvrage de Michel Leymarie et Jacques Prévotat : « Hormis les antifascistes qui considèrent que les disciples de Maurras comptent au nombre des “pires ennemis des Juifs”, les “Français israélites” ont tendance à ne pas les mettre tout à fait dans le même sac que les autres. Il est apparu que la minorité juive “autochtone”, écrit-elle, profondément patriote, fait preuve d'une sensibilité, voire d'une porosité sans équivalent à l'égard des thématiques du nationalisme intégral et de l'Action française. D'où des attitudes de compromis, une attirance, voire une imprégnation dans certaines de ses marges. »

## Antisémitisme d'État et antisémitisme biologique
Maurras dénonce le racisme depuis le début de son activité politique : « Nous ne pouvions manquer, ici d’être particulièrement sensibles : le racisme est notre vieil ennemi intellectuel ; dès 1900, ses maîtres français et anglais, Gobineau, Vacher de Lapouge, Houston Chamberlain, avaient été fortement signalés par nous à la défiance des esprits sérieux et des nationalistes sincères. » Charles Maurras écrit en 1933 : « Nous ne croyons pas aux nigauderies du racisme. » Maurras traite de « basses sottises » les idées de Joseph de Gobineau et de Georges Vacher de Lapouge et rappelle : « J'ai, pour mon compte, toujours pris garde de séparer les réflexions sur l'hérédité politique et économique d'avec les généralisations vagues, aventureuses et captieuses sur la stricte hérédité physiologique ». Pour Maurras : « Nous sommes des nationalistes. Nous ne sommes pas des nationalistes allemands. Nous n'avons aucune doctrine qui nous soit commune avec eux. Toutes les falsifications, tous les abus de textes peuvent être tentés : on ne fera pas de nous des racistes ou des gobinistes ».
Cela se traduira par un fort rejet de l'antisémitisme biologique hitlérien ; ainsi, en 1924, il dénonce la déroute des Wittelsbach au profit du « racisme antisémite » du NSDAP et le « rapide accroissement du bloc dit raciste sorti de terre en quelques mois et fondé ou échafaudé sur de vieilles imaginations périmées avec sa philosophie abracadabrante de la Race et du Sang. » Maurras écrit à propos du nazisme : « l’entreprise raciste est certainement une folie pure et sans issue ».
Dans les années 1930, l'argumentaire de Charles Maurras qui souhaite se démarquer de l'Allemagne hitlérienne se veut historique mais aussi antisémite. Ainsi comme le souligne Carole Reynaud-Paligot, Maurras fait la distinction « entre l'antisémitisme allemand dont il expliquait la “tradition de brutalité” par les fondements biologiques de la notion de race, par l'idéologie de la race pure et un antisémitisme français à qui il déniait son caractère raciste en raison de son absence de fondements biologiques ». Afin d'imager ses propos, elle donne une citation de Maurras qui fait la lumière sur l'antisémitisme de l'Action française : « En pleine occupation, nous avons publiquement dit au professeur anthropologue et philoboche Montandon que nous n'étions pas pour la petite sauce raciste de son “antisémitisme de peau”. Il ne s'agit pas de dire “Mort aux Juifs” qui ont droit à la vie comme toutes les créatures mais : “À bas les Juifs” parce qu'ils sont montés trop haut chez nous. Notre antisémitisme d'État consiste à leur reprendre, à leur interdire ce qu'ils ont pris de trop et en premier lieu, la nationalité française, alors qu'ils en ont une et indélébile, et qu'ils gardent toujours en fait. Qu'elle leur suffise donc ! Elle eut ses gloires et elle vient de récupérer un beau territoire au Proche-Orient […] ».
Ainsi, cet « antisémitisme d'État » vise à interdire aux Juifs les postes d'administration, de direction et de « formation des intelligences », mais ne vise pas à provoquer des pogroms et encore moins à tuer. Concernant le statut des Juifs lors de la collaboration, Maurras écrit dans son livre La seule France : « Rien n'est plus sage, il faut bien espérer que l'on épargnera récriminations et gémissements sur aucune lésion aux droits sacrés de la personne humaine. Il n'est écrit, nulle part, entre les étoiles du ciel ni dans les profondeurs de la conscience, qu'il soit offensant pour une personne humaine de ne pouvoir accéder à la direction ou à la gérance d'un théâtre ou d'un cinéma, d'une publication ou d'une université. »

## Antisémitisme d'État, judaïsme et christianisme
Il poursuit en affirmant que cet antisémitisme ne sera pas le chantre d'un antijudaïsme religieux : « Ce qui adhère aux droits de la personne humaine, c'est la moralité, la religion, la raison. Le statut des Juifs ne leur demandera pas de dire que 2 et 2 font 5, ni d'abjurer la loi hébraïque, ni de parler ou d'écrire contre la vérité et contre l'honneur. Ces points sont sauvegardés ». Cet antisémitisme de nature politique n'est donc pas motivé par un antijudaïsme religieux chrétien.
Quoique agnostique, Maurras considère l'Église romaine comme l'élément central de l'ordre nécessaire à la société. Il lui est reconnaissant d'avoir, par son enseignement et sa liturgie, adouci le message - jugé par lui révolutionnaire et potentiellement dangereux - de l'Ancien Testament et même des Évangiles (il parle du « venin » du Magnificat et ne se sent pas en accord avec « le Christ hébreu »). Mais il n'a pas pour objectif de convertir les Juifs au christianisme.

## L'antisémitisme maurrassien après la Seconde Guerre mondiale
Malgré le discours violemment antisémite produit par l'Action française sous l'Occupation, « au moment où les Juifs connaissent en effet la pire persécution de toute l'histoire, où ils sont massacrés dans les camps allemands, par des exécutions, des gaz et des maladies, il en reste aux vieilles querelles du XIXe siècle, mélange de clichés, d'animosité et de rancunes », écrit Stéphane Giocanti ; Maurras déclarera, lors de son procès en 1945, ignorer les pratiques d'extermination dans les camps, et tiendra des paroles de compassion pour les victimes.
Après la Seconde Guerre mondiale, tout en continuant d'affirmer la nécessité d'un antisémitisme d'État du fait que les Juifs possèdent une nationalité propre qu'il reconnaît glorieuse mais différente de la française, Maurras s'oppose à Maurice Bardèche sur le drame de la déportation et critique implicitement la politique de Vichy : « Français ou non, bons ou mauvais habitants de la France, les Juifs déportés par l'Allemagne étaient pourtant sujets ou hôtes de l'État français, et l'Allemagne ne pouvait pas toucher à eux sans nous toucher ; la fierté, la justice, la souveraineté de la France devaient étendre sur eux une main protectrice,. »
En 1952, « hanté par la crainte de nouveaux cataclysmes », Maurras désignera « les camps d'extermination allemands ou “moscovites” comme les lieux où risquent de périr les nations » et « en constate l'horreur à l'échelle de l'Histoire, mais sans en percevoir la spécificité génocidaire ».